# Flor Alba Núñez
Flor Alba Núñez Vargas (Isnos, Huila; 30 de junio de 1984-Pitalito, Huila; 10 de septiembre de 2015) fue una periodista colombiana de la estación de radio La Preferida Estéreo y varias estaciones de televisión, fue asesinada en Pitalito, Huila donde recibió amenazas de muerte antes de su asesinato.

## Carrera
Núñez era conocida como conductora de radio local por su programa de noticias diario "Red Noticias" con la estación La Preferida Estéreo en Pitalito.
También trabajó para el canal local Pitalito 6, Nación TV del periódico Neiva y La Nación. Había recibido amenazas de muerte a lo largo de su carrera, y una de las más notables fue en 2015 después de informar sobre un incidente de abuso animal. Antes de su asesinato, había publicado varios informes controvertidos en sus cuentas de redes sociales, incluidos los comentarios de un obispo católico sobre la corrupción y las imágenes de una pandilla local.

## Asesinato
Flor Alba Núñez Vargas fue asesinada alrededor del mediodía del 10 de septiembre de 2015. Le dispararon en la nuca mientras abría la puerta de la estación de radio en la que trabajaba en Pitalito, Colombia. El asesinato fue captado por una cámara de vigilancia. El gobierno ofreció una recompensa por la información sobre el asesinato.
El agresor fue identificado como Juan Camilo Ortiz, quien fue detenido el 26 de septiembre de 2015 en Los Palmitos, Sucre. Ortiz ya era un conocido criminal con un historial de problemas antes del asesinato de Núñez. Había sido acusado anteriormente de intento de asesinato y anteriormente había cumplido más de dos años de prisión por posesión ilegal de armas de fuego. Fue declarado culpable el 11 de agosto de 2017 y recibió la pena de 47 años y 6 meses. Jaumeth Albeiro Flórez (alias Chory) fue identificado como el conductor de la motocicleta.

## Reacciones
Núñez era conocida por sus reportajes sobre detenciones y narcotraficantes. Recibió amenazas por parte de su cobertura, aunque nunca denunció oficialmente ninguna amenaza. Según la Fundación para la Libertad de Prensa, existen tres especulaciones principales sobre el motivo del asesinato de Núñez. La primera especulación tiene que ver con la cobertura de un reciente robo a una banda. Núñez recibió amenazas de muerte por esta cobertura. La segunda posible razón del asesinato gira en torno a su cobertura electoral local, que también generó amenazas. La tercera razón tiene que ver con fotografías y una entrevista de hombres que ahorcaron a un perro después de que los atacara.
Irina Bokova, directora general de la UNESCO, dijo: “Condeno el asesinato de Flor Alba Núñez Vargas. Una prensa libre y una sociedad libre van de la mano, los ataques a uno debilitan al otro, por eso insto a las autoridades a hacer todo lo posible para investigar este crimen y llevar ante la justicia a los responsables”.
Ha habido muchos asesinatos anteriores de periodistas desprotegidos que informaron sobre corrupción, violencia y drogas. En Colombia, en 2015, luego del asesinato de Núñez Vargas, se habían presentado 84 violaciones a la libertad de prensa con 126 víctimas. Estos altos números hicieron que los funcionarios pidieran e instaran a la seguridad de los periodistas a diferencia de lo que habían hecho anteriormente. La muerte de Flor Alba Núñez Vargas fue trágica, pero sirve como un paso más para proteger a los periodistas en Colombia.